# Paramoria
Paramoria is een geslacht van weekdieren uit de klasse van de Gastropoda (slakken).

## Soorten
- Paramoria guntheri (Smith, 1886)
- Paramoria johnclarki Bail & Limpus, 1997
- Paramoria weaveri McMichael, 1961